# البحيرة الشمالية
البحيرة الشمالية، هي بحيرة تقع بالقرب من أتويل ، نيويورك وهي مصدر النهر الأسود. البحيرة الشمالية هي واحدة من عدة بحيرات في مقاطعة هيركيمير التي تحتوي على نسبة حمضية متوسطة، وبالتالي فهي ليست منتجًا كبيرًا للأسماك. أنواع الأسماك الموجودة هي النمر المسكي، السمك الابيض، الفرخ، والبليهد. القوارب المسموح بها، تقتصر على إطلاق قارب صغير من الحصى في أتويل.
منطقة ارتفاق بحيرة الشمال التي تبلغ مساحتها 11,490 فدانًا (تُعرف ايضًا باسم جي بي لويس تراكت) في بلدة أوهايو في مقاطعة هيركيمير. وهي مملوكة حاليًا لصندوق غابات هارتوود. يحيط المسلك بالجزء الشمالي من البحيرة الشمالية ويحده غابة النهرالأسود البرية في الجنوب الغربي وبحيرات غرب كندا البرية في الشمال الشرقي. يحتوي المسلك على نفس التضاريس المتدحرجة والميزات المميزة لأراضي محمية الغابات المجاورة. إلى جانب البحيرة، تشتمل المسالك على العديد من الجداول والبروك. يقع جبل كاناشاغالا الذي يبلغ ارتفاعه 2606 قدمًا وجبل الدرج الذهبي الذي يبلغ ارتفاعه 2391 قدمًا في الجزء الشمالي الغربي من المسالك. ملاحظة: يُحظر على العامة التعدي على مناطق حظر الملكية الخاصة حول المخيمات البالغ عددها 35 في منطقة البحيرة الشمالية ارتفاق الأرض.